# Álex Anwandter
Álex Anwandter Donoso (Santiago de Xile, 24 de març de 1983) és un cantautor, productor i realitzador xilè. Va aconseguir popularitat com el vocalista de la banda Teleradio Donoso fins a 2010, quan va començar el seu treball en solitari.

## Biografia
La història de la família d'Álex Anwandter es remunta a l'alemany Carlos Anwandter, que va emigrar a Xile el 1850 i va esdevenir un dels líders de la colonització alemanya de Valdivia. El pare d'Álex, Paul Anwandter, va viure gran part de la seva vida al Brasil abans de traslladar-se a Xile als 26 anys, on va conformar la seva família.
Durant la seva infància, Álex va tenir classes de violí, mentre la seva principal influència musical era Michael Jackson. Va estudiar al Santiago College i posteriorment va estudiar psicologia, carrera que va abandonar poc temps després. També va passar per l'Escola Moderna de Música, però no va demostrar molt interès en la teoria de la creació musical.

### Teleradio Donoso
El 2005 va formar la banda Teleradio Donoso, amb Martín del Real i Juan Pablo Wassaf, que havia conegut temps abans. El 2007 el grup va llançar un primer àlbum i a poc a poc van començar a fer-se un nom en l'escena musical xilena i van rebre bones crítiques locals.
Com a líder de la banda, Anwandter estava a càrrec de la veu i una de les guitarres, a més de la composició, mescla, producció i masterització, així com de dirigir els videoclips del grup. Com a part de Teleradio Donoso, Anwandter es va integrar en l'ambient musical xilè, va participar amb diversos artistes i va produir música per a uns altres grups, com amb Fother Muckers. El 2009, per mor d'estrès i un cansament general de la manera de vida que duia, van dissoldre Teleradio Donoso i van celebrar un últim concert al Teatro Oriente.

### Odisea
Abans de la dissolució de Teleradio Donoso, Anwandter va començar un nou projecte musical en solitari. Hi va fer servir diversos temes ja escrits i un estil significativament diferent a aquell pel qual se'l coneixia anteriorment. El projecte Odisea, com el va anomenar, va deixar de costat les guitarres i va donar rellevància als sintetitzadors i música més ballable.
El disc, també anomenat Odisea, es va llançar finalment l'agost de 2010 amb «Cabros» com el seu primer senzill promocional. Va dirigir ell mateix el videoclip de «Cabros» que va guanyar el premi al millor vídeo al Festival del videoclip organitzat per Suena.cl i la Facultat de Comunicacions de la Pontifícia Universitat Catòlica de Xile.

### Rebeldes

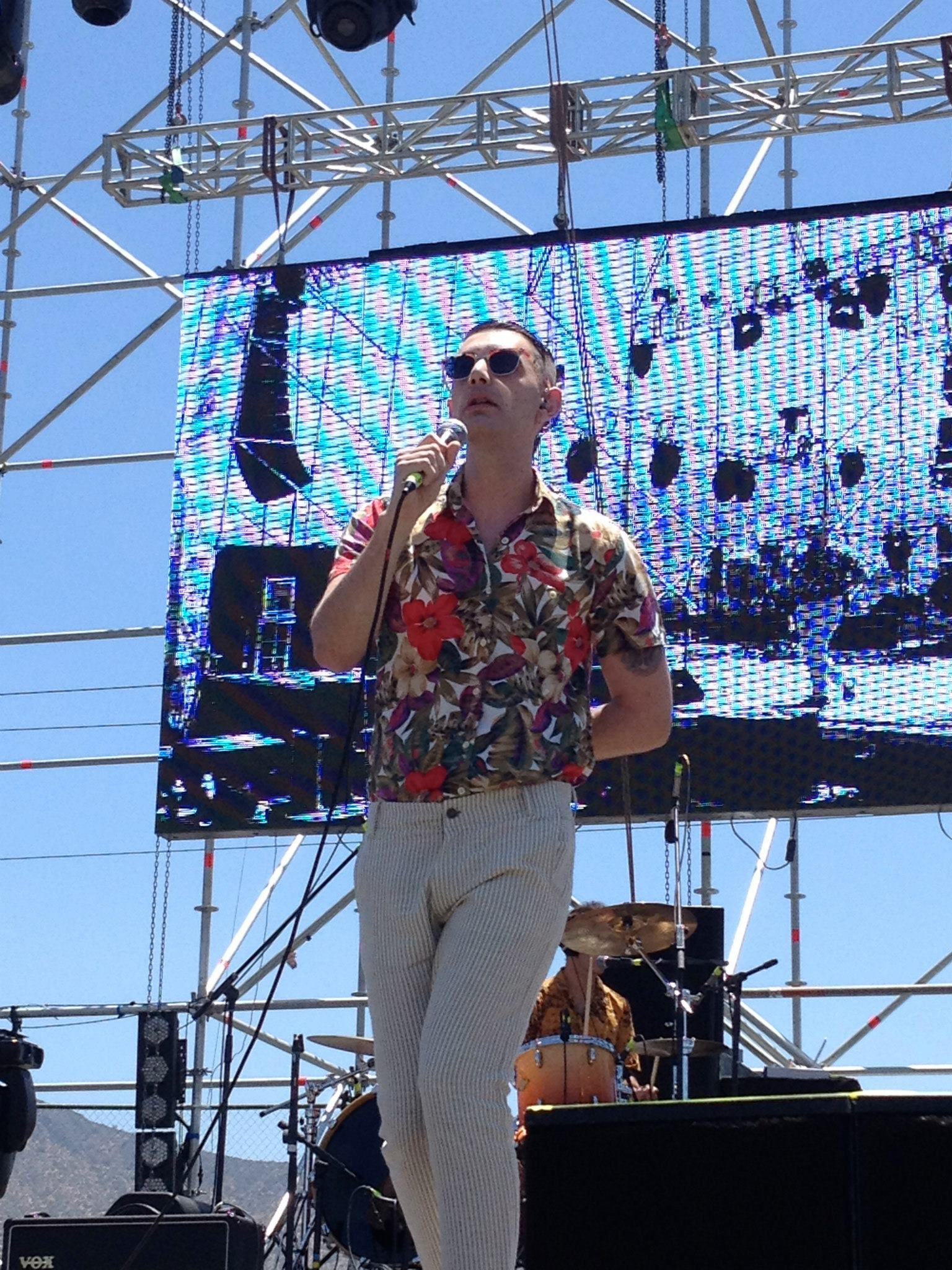
Álex Anwandter el 2012.

El setembre de 2011 Álex Anwandter va llançar un nou single titulat «Tatuaje» i aquest cop va utilitzar el seu nom real. El 26 d'octubre Anwandter va publicar Rebeldes, el seu segon disc en solitari i el primer llançat sense pseudònims. El disc, produït en conjunt amb Cristián Heyne, va ser publicat en línia.
Després de l'atac i posterior mort de Daniel Zamudio (1987-2012), Anwandter va expressar públicament la seva commoció i va afirmar que el jove mort era un dels seus fans, amb qui fins i tot va tenir contacte a través d'internet. En la seva presentació a Lollapalooza Xile l'1 d'abril, Andwandter va dedicar dos dels seus temes al jove mort. El segon senzill de Rebeldes va ser «Cómo puedes vivir contigo mismo»; el seu videoclip, inspirat en Paris is Burning, documental sobre la cultura queer a Nova York, va cridar l'atenció de mitjans internacionals, on van considerar Anwandter com un portaveu dels drets homosexuals a Xile.
A la fi de 2012 Anwandter va començar a treballar en un projecte musical en conjunt amb Gepe, que van anomenar Álex & Daniel. El novembre d'aquest any van llançar a través d'internet un primer senzill, «Mundo real», així com un LP amb vuit cançons de forma virtual el 25 de febrer de 2013.

### Altres projectes
A mitjan 2014 Anwandter va començar a desenvolupar el seu primer llargmetratge, anomenat Nunca vas a estar solo i que estava inspirat en la història de Daniel Zamudio. L'obra va ser presentada al Festival de Cinema de Guadalajara l'agost de 2015, on va obtenir dos premis.
Durant l'any 2015 Anwandter va exercir com a coach de l'equip de Nicole en la primera temporada del programa The Voice Chile de Canal 13. Aquest mateix any va començar a desenvolupar un primer llargmetratge,
El 19 de gener de 2016 va publicar l'avançament de «Siempre es viernes en mi corazón», primer single del disc Amiga, i que compta amb la participació d'Ale Sergi i Juliana Gattas de la banda argentina Miranda!. L'àlbum es va publicar l'abril de 2016.

## Banda
- Catalina Rojas - guitarra
- Francisco Rojas - guitarra
- Ignacio Aedo - baix
- Juan Pablo Wasaff - bateria
- Felicia Morales - teclats
- Marcelo Wilson - teclats, arranjaments

## Discografia[Cal actualitzar]

### Amb Teleradio Donoso
- 2005 - Teleradio Donoso EP
- 2007 - Gran Santiago
- 2008 - Bailar y llorar

### Com a solista
- 2010 - Odisea
- 2011 - Rebeldes
- 2016 - Amiga

### Amb Gepe
- 2013 - Álex & Daniel[13]

### Com a productor
- 2007 - No soy uno (de Fother Muckers)
- 2008 - Bailar y llorar (de Teleradio Donoso)
- 2010 - Odisea (d'Álex Anwandter)
- 2011 - Rebeldes (d'Álex Anwandter)
- 2013 - Álex & Daniel (d'Álex Anwandter i Gepe)

## Videografia
- 2007: Pitica - Teleradio Donoso
- 2007: Gran Santiago - Teleradio Donoso
- 2007: Eras mi persona favorita - Teleradio Donoso
- 2007: Máquinas - Teleradio Donoso
- 2007: Tres caras largas - Fother Muckers
- 2008: Un día te vas - Teleradio Donoso
- 2008: Amar en el campo - Teleradio Donoso
- 2008: Bailar y llorar - Teleradio Donoso
- 2009: Eramos todos felices - Teleradio Donoso
- 2009: Cama de clavos - Teleradio Donoso
- 2010: Cabros - Odisea
- 2010: Casa latina - Odisea
- 2012: Tatuaje - Álex Anwandter
- 2012: ¿Cómo puedes vivir contigo mismo? - Álex Anwandter
- 2013: Tormenta - Álex Anwandter
- 2014: Rebeldes - Álex Anwandter
- 2016: Siempre Es Viernes En Mi Corazón - Álex Anwandter

### Director
- 2009: Éramos todos felices - Teleradio Donoso
- 2009: Cama de clavos - Teleradio Donoso
- 2010: Cabros - Odisea
- 2010: Hasta la verdad - Javiera Mena
- 2010: Casa Latina - Odisea
- 2012: Tatuaje - Álex Anwandter

## Filmografia
- 2016: Nunca vas a estar solo

## Premis
- Festival del Videoclip de Xile (2010) - Millor videoclip (Cabros)